# Stelis heterosepala
Stelis heterosepala är en orkidéart som beskrevs av Rudolf Schlechter. Stelis heterosepala ingår i släktet Stelis och familjen orkidéer. Inga underarter finns listade i Catalogue of Life.